# Animali selvatici
Animali selvatici (R.M.N.) è un film del 2022 scritto, diretto e prodotto da Cristian Mungiu.
È stato presentato in concorso al Festival di Cannes 2022.

## Trama
Matthias torna nel suo villaggio natio in Transilvania pochi giorni prima di Natale, dopo aver lasciato il lavoro in Germania. Vorrebbe seguire più da vicino l'educazione del figlio Rudi che, lasciato alle cure della madre Ana, è rimasto in balia delle sue paure infantili, ma è preoccupato anche per l'anziano padre, Otto, e vuole rivedere la sua ex amante, Csilla. Quando alcuni lavoratori stranieri vengono assunti nella fabbrica di Csilla, la pace della comunità è rotta e le loro paure, conflitti e passioni esplodono con violenza.

## Promozione
Il trailer del film è stato diffuso online il 17 maggio 2022.

## Distribuzione
Il film è stato presentato il 21 maggio 2022 in anteprima in concorso al Festival di Cannes.

## Riconoscimenti
- 2022 - Festival di Cannes
  - In concorso per la Palma d'oro